# Аблабердыева, Алла Михайловна
Алла Аблабердыева (в девичестве Мухамедиевна, род. 7 мая 1953 года) — советская и российская камерная певица (сопрано), вокальный педагог.

## Биографические данные
Родилась в 7 мая 1953 года в Узбекской ССР в городе Самарканде.
В 1977 окончила Московскую консерваторию, а также аспирантуру и ассистентуру-стажировку (1979) по классу профессора Н. Д. Дорлиак.
Лауреат Всесоюзного конкурса вокалистов им. М. И. Глинки в Москве (1977), международных конкурсов в Голландии и Англии (1979).
В течение 1980-х регулярно выступала как солистка Московской филармонии и в концертах камерной музыки в Москве и Ленинграде (в частности, в ансамбле со Святославом Рихтером). В тот период также гастролировала по СССР, Чехии, Венгрии, Кубе, Швеции и Франции .
В 1991 году переехала в Лондон и с этого времени её карьера развивалась. Также занималась преподаванием пения, среди ее учеников был певец и автор песен — Мика.
Преподавала в Royal College Of Music (Лондон, Англия, 1995-2003), в Государственной классической академии им. Маймонида в Москве (2008-2014).

## Записи
Сделала несколько записей, среди которых Les Noces И. Стравинского, несколько кантат Джованни Баттиста Перголези и Антонио Вивальди, романсы русских композиторов, многочисленные произведения И. С. Баха, Г. Пёрселла и Г. Ф. Генделя, преимущественно на фирме "Мелодия". Компакт-диск с романсами Чайковского был записан в церкви All Saints Church, Туделе, Кенте, Великобритании.